# خرائط كومابس
CoMaps هو تطبيق تصفح خارج الإنترنت مجاني ومفتوح المصدر، يتم تشغيله من قبل المجتمع، ويستخدم بيانات الخرائط من OpenStreetMap (OSM). تم تصميم التطبيق ليعمل دون اتصال بالإنترنت من خلال تحميل الخرائط للاستخدام خارج الإنترنت. يركز  CoMaps على الخصوصية والشفافية والتعاون المجتمعي، بهدف توفير حل للتصفح ليس فقط سهل الاستخدام، ولكن أيضًا يحترم بيانات المستخدم ويحفز على المشاركة المفتوحة.

## سمات

### خصوصية
تولي CoMaps الأولوية لخصوصية المستخدم من خلال عدم جمع البيانات الشخصية أو تتبع مواقع المستخدم.

### خرائط غير متصلة بالإنترنت
يعمل CoMaps تمامًا دون اتصال بالإنترنت من خلال السماح للمستخدمين بتحميل الخرائط مسبقًا. بمجرد تحميل الخرائط، لا يلزم اتصال بالإنترنت للتصفح والبحث وتخطيط المسارات. يقدم التطبيق خرائطًا خارج الإنترنت للعالم، بما في ذلك طرق الدراجات، وممرات المشي لمسافات طويلة، ومسارات المشي، وخطوط المعايرة، وملفات تعريف الارتفاع، والقمم، والمنحدرات.  

### انخفاض استهلاك البطارية
تم تصميم التطبيق لتحسين استخدام البطارية أثناء التنقل.

### ملاحة
يقدم CoMaps خدمات التصفح لمجموعة متنوعة من الأنشطة، بما في ذلك المشي لمسافات طويلة، وركوب الدراجات، والقيادة، ووسائل النقل العام. يدعم التطبيق التصفح خطوة بخطوة مع إرشادات صوتية، ويتيح للمستخدمين البحث عن معلومات على الخريطة وإضافة علامات مرجعية.

## بيانات OpenStreetMap
يتكامل CoMaps مع مشروع OpenStreetMap ، مستخدمًا بيانات الخرائط التي يتم جمعها من قبل المجتمع. يشمل التطبيق محررًا داخليًا حيث يمكن للأشخاص المساهمة في تحديثات الخريطة، مثل إضافة الشركات والمعالم. 

## المبادئ الأساسية
أنشأ فريق CoMaps  مجموعة من المبادئ  كأساس للمشروع:
1. الشفافية
2. اتخاذ القرارات المجتمعية
3. غير ربحية
4. مفتوح المصدر
5. التركيز على الخصوصية
6. التمويل الجماعي
7. أصول للمصلحة العامة

## تاريخ
تم إطلاق مشروع CoMaps ردًا على المخاوف المتزايدة والرضا المتراجع داخل مجتمع Organic Maps. على الرغم من أن مشروع الخرائط العضوية الأصلي تم الترويج له في البداية كجهد مجتمعي مفتوح، إلا أنه واجه مشكلات كبيرة تتعلق بالحكم، والشفافية، وإمكانية تحقيق أرباح للمساهمين على حساب المجتمع.    تم تفصيل هذه المخاوف في رسالة مفتوحة إلى مساهمي Organic Maps.رغم بعض الخطوات الإيجابية، فإن عدم وجود حل جوهري أدى إلى قرار المساهمين في المجتمع ببدء مشروع جديد مستقل.
تم إصدار أول إصدار عام من CoMaps في 1 يونيو 2025  
اعتبارًا من مايو 2025، تم إنشاء مضيف مالي على Open Collective .  جاري العمل على تشكيل هيكل قانوني غير ربحي أو تعاوني للمشروع.
بموجب تاريخ مايو 2025، تم إعداد مضيف مالي على Open Collective .  يجري العمل حاليًا لتشكيل هيكل قانوني غير ربحي أو تعاوني للمشروع.

## روابط خارجية
قالب:OpenStreetMap